# Appellation d’origine contrôlée
Appellation d’origine contrôlée (AOC) – „kontrolowane oznaczenie pochodzenia”, francuski system certyfikacji przyznawanych pewnym regionom geograficznym, specjalizującym się w produkcji ściśle określonych, oznaczonych wyrobów spożywczych, m.in.: win, serów, masła. Certyfikaty wydaje Institut national de l'origine et de la qualité (INAO), mieszczący się w Paryżu i podległy Ministerstwu Rolnictwa. Informacje o przyznaniu certyfikatu umieszczane są na etykietach wyrobów.

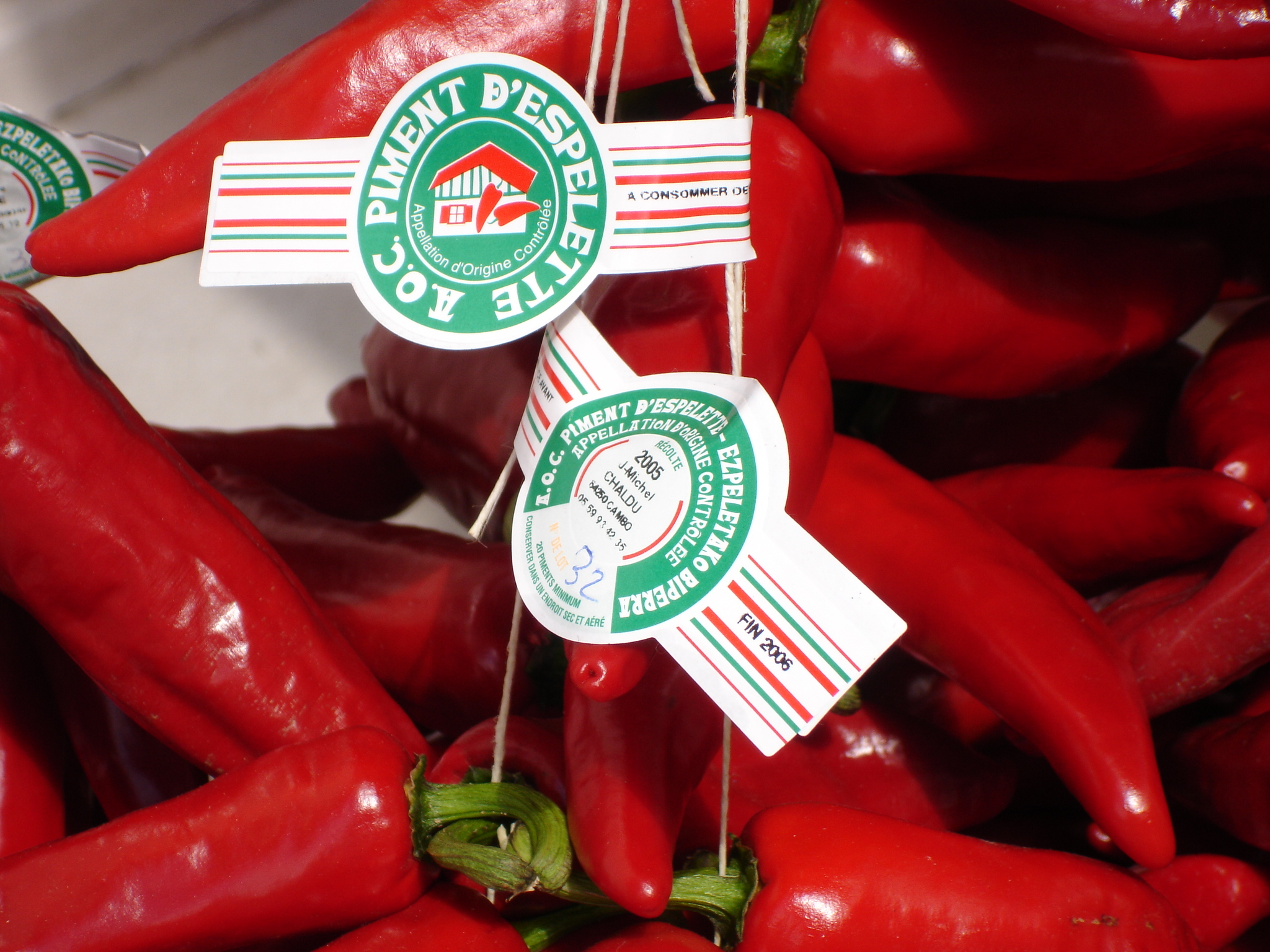
Papryka z Espelette oznaczona AOC

Poza Francją, systemy apelacyjne o innych nazwach istnieją też w wielu innych krajach, m.in. w Niemczech, Hiszpanii, Kalifornii i Włoszech.

## Winiarstwo

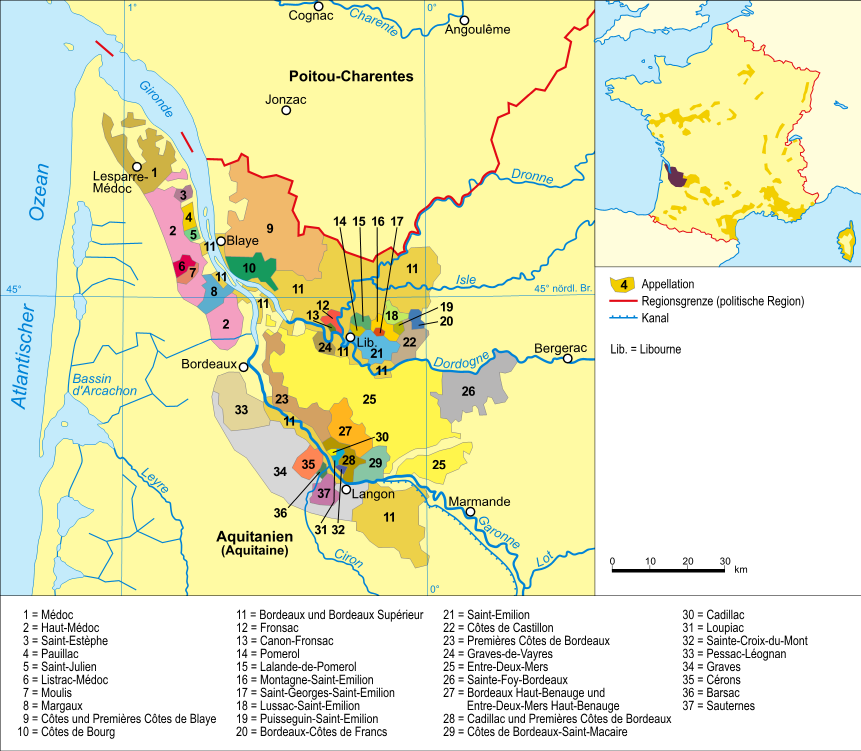
Apelacje wina w regionie winiarskim Bordeaux

We francuskich apelacjach winiarskich jej zasadami objęte są następujące zagadnienia:
- tereny, na których wolno zakładać winnice;
- rodzaje szczepów winorośli, które wolno uprawiać;
- zasady nawożenia, przycinania i zbierania winogron;
- ograniczenia co do maksymalnej wydajności winnic (w tonach winogron na hektar);
- zasady komponowania mieszanek winogron stosowanych przy produkcji określonych rodzajów win (często z dokładnym określeniem udziału procentowego różnych szczepów w mieszance);
- zasady winifikacji i dojrzewania wina;
- zasady projektowania etykiet na butelki.

Wina, które spełniają powyższe kryteria, mogą być etykietowane napisem „Appellation XXX Contrôlée”, gdzie XXX to nazwa danej apelacji. Jest to zastrzeżona nazwa pochodzenia, obszar uprawniony do używania określonej nazwy, w którym stosuje się ściśle określone zasady produkcji.
Napis taki gwarantuje, że wino jest wyprodukowane zgodnie z zasadami danej apelacji, z winogron rzeczywiście pochodzących w całości z jej terenu, w określonym roku. Napis ten, wbrew rozpowszechnionym sądom, nie orzeka jednak o wysokich walorach smakowych wina, gdyż wina w ramach systemu apelacji nie są poddawane degustacji, lecz przechodzą jedynie kontrolę techniczną.
O walorach smakowych win francuskich orzeka dopiero system Cru, który jest tworzony zwykle przez samorządy winiarskie z danej apelacji. W ramach systemu Cru wino pochodzące z różnych winnic z terenu apelacji jest poddawane degustacji przez wybranych sędziów, którzy decydują o przyznaniu (lub nie) określonego Cru danej winnicy w danym roku. Wiele winnic nie decyduje się jednak na poddawanie swoich win degustacji w ramach systemu Cru i pozostaje poza nim.